# Coz (náutica)
En náutica, coz puede referirse a:
En Arboladura
- Coz de palo (pie de palo): es el extremo inferior de un palo. Tiene el diámetro mayor del palo, pues con la altura de este, disminuye su diámetro.
- Coz de mastelero: es el extremo inferior de los masteleros, designándose a qué mastelero pertenece: coz del mastelero de gavia, de juanete, etc.
- Coz de los botalones: es el extremo más grueso de un botalón, designándose de alas, rastreras y otras velas accesorias.

En otros
- Coz de motón o cuadernal: es la parte inferior de estos.
- Coz del timón: es la extremidad del timón, refiriéndose a la mecha.